# Alpheopsis yaldwyni
Espèce
Alpheopsis yaldwyni est une espèce de crevettes marines de la famille des Alpheidae.

## Habitat et répartition
Cette crevette est présente dans les eaux tropicales, de l'océan Pacifique, au large de l'Australie et de la Polynésie, à une profondeur située entre 1 mètre et 20 mètres. 